# Cecropia palmata
Cecropia palmata là loài thực vật có hoa trong họ Tầm ma. Loài này được Willd. mô tả khoa học đầu tiên năm 1806.